# Captain Kidd's Kids
Captain Kidd's Kids é um filme mudo de curta-metragem norte-americano de 1919 do gênero comédia, escrito e dirigido por Hal Roach. Foi o último filme em que Bebe Daniels atuou como atriz principal ao lado de Harold Lloyd. Cópias do filme estão conservadas no UCLA Film and Television Archive e na Filmoteca Española.

## Sinopse
O Garoto, um jovem rico, acorda no dia de seu casamento com uma grande ressaca, após uma animada despedida de solteiro. Ao estar sóbrio o suficiente para ligar para sua noiva, A Garota releva que sua mãe, autoritária, descobriu sobre a festa do dia anterior e proibiu o casamento de acontecer. Em vez disso, a mãe da garota irá levá-la a um cruzeiro nas Ilhas Canárias. O Garoto e seu Camareiro logo embarcam em um navio em direção a este destino. O Garoto cai no sono, sonhando que ele e seu camareiro são surpreendidos por ladrões. Os dois são, então, resgatados por um navio repleto de mulheres piratas hostis. O Camareiro aconselha ao Garoto a cair nas graças das piratas. O Garoto recebe o posto de assistente do cozinheiro, causando tanto caos que é sentenciado a andar na prancha. A Garota, que é uma das piratas, tenta resgatar o garoto com a ajuda de um grupo de piratas homens. Após uma série de fugas e batalhas, O Garoto está prestes a ser enforcado, quando acorda do sonho. Ele encontra A Garota e junta coragem para confrontar a mãe desta e afastá-la. O Garoto também se vira contra seu camareiro por conta da traição no sonho. 

## Elenco
- Harold Lloyd como O Garoto
- Bebe Daniels como A Garota
- Snub Pollard como O Camareiro

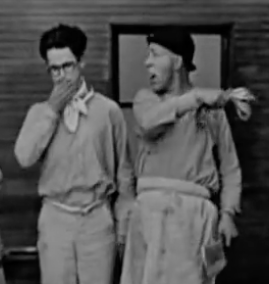
Harold Lloyd (esquerda) e Fred Newmeyer em uma captura de tel

- Fred C. Newmeyer como Ah Nix (cozinheiro chinês)
- Helen Gilmore como Mãe da garota
- Charles Stevenson como Criado
- Noah Young como Grande Pirata
- Marie Mosquini como Garota Pirata
- Sammy Brooks como Pequeno Pirata